# Trichomalopsis braconis
Trichomalopsis braconis är en stekelart som först beskrevs av Alan Parkhurst Dodd 1917.  Trichomalopsis braconis ingår i släktet Trichomalopsis och familjen puppglanssteklar. Inga underarter finns listade i Catalogue of Life.